# いっしょにSDGs
『いっしょにSDGs』（いっしょにエスディージーズ）は、CBCラジオで放送されているラジオ番組。2020年11月10日放送開始。

## 概要
- 2020年12月15日に中部日本放送として創立70周年を迎えるにあたり、CBCテレビ・CBCラジオでは「未来にワクワクを」をスローガンに様々な取り組みを行っていく。その根底にある考え方であり、最近話題に上ることが増えてきたSDGs（持続可能な開発目標）について聴取者とともに学び考えていく番組である。
- 『RADIO MIKU』の開始に伴い2020年12月25日で一旦最終回を迎えたが、2021年1月より放送時間を変更して結果的に番組は継続することになった[1]。

## 放送時間
2022年9月27日 -
- 火曜:12:20 - 12:30[2]
- 金曜:5:00 - 5:10[3]
- 土曜:28:00 - 28:15[4]

2022年9月1日 - 9月26日
- 火・水曜日：12:20 - 12:30
- 金曜:5:00 - 5:10

2022年6月27日 - 8月31日
- 火 - 木曜日:12:20 - 12:30
- 金曜:5:00 - 5:10

2022年3月29日 - 6月26日
- 火 - 木曜日:12:20 - 12:30
- 金曜:5:00 - 5:10
- 日曜:6:05 - 6:15

2021年9月27日 - 2022年3月28日
- 月 - 木曜日:12:20 - 12:30
- 金曜:5:00 - 5:10
- 土曜:28:30 - 28:45
- 日曜:7:00 - 7:10

2021年12月29日から2022年1月4日の年末年始特別編成時は全曜日で放送を休止して、「いっしょに歌お!CBCラジオ」を放送。
2021年4月3日 - 9月26日
- 金曜:5:00 - 5:10
- 土曜:28:30 - 28:45
- 日曜:7:00 - 7:10
  - 8月は別番組放送のため休止。

2021年1月8日 - 3月27日
- 金曜:5:00 - 5:10
- 土曜:28:30 - 28:45

2020年11月10日 - 12月25日
- 火 - 金曜日：21:30 - 21:40

### 3分でわかるSDGs
- 月 - 金曜日:12:20 - 12:25
  - 2021年3月29日から9月24日まで、土曜版のコーナーとして放送していた同企画を再編集して単独番組として放送。なお現在も「生島ヒロシのおはよう一直線」のローカル枠でも放送している。

### 再放送
2020年11月28日深夜27:00 - 27:30に放送済みの3本を再編集した番組を単発で放送した。

## 出演
- 吉岡直子（CBCテレビアナウンサー）

## 内容
火～木曜日と金曜日で内容は別々のものが放送される。

２０２２年３月まで放送された土曜版では以下のレギュラー企画を設けていた。
- 3分でわかるSDGs - 2020年中に放送した番組音源から17の目標について復習する。
- これってSDGs? - ニュースや身近な話題を取り上げて、SDGsとどんな関係があるか考える。[5]